# 192 (číslo)
Sto devadesát dva je přirozené číslo, které následuje po čísle sto devadesát jedna a předchází číslu sto devadesát tři. Římskými číslicemi se zapisuje CXCII a řeckými číslicemi ρϟβ.

## Matematika
192 je:
- Abundantní číslo
- Šťastné číslo
- Nepříznivé číslo
- Součet deseti po sobě jdoucích prvočísel (5 + 7 + 11 + 13 + 17 + 19 + 23 + 29 + 31 + 37)

## Chemie
- 192 je nukleonové číslo nejběžnějšího izotopu osmia a také druhého nejméně běžného izotopu platiny.[1]

## Astronomie
- (192) Nausikaa je planetka hlavního pásu, kterou objevil v roce 1879 Johann Palisa.

## Doprava
- Silnice II/192 je česká silnice II. třídy vedoucí na trase silnice I/22 – Nýrsko.[2]

## Roky
- 192
- 192 př. n. l.